# مایکل ئی. براینت
مایکل ئی. براینت (انگلیسی: Michael E. Briant؛ زادهٔ ۱۴ فوریهٔ ۱۹۴۲) یک هنرپیشه، تهیه‌کننده و کارگردان اهل بریتانیا است.
از فیلم‌ها یا مجموعه‌های تلویزیونی که وی در آن‌ها نقش داشته است می‌توان به طنجه‌ها، ارتش سری و دکتر هو اشاره نمود.